# Савенко Петро Назарович
Петро́ Наза́рович Саве́нко (1795 — 17 лютого 1843) — вчений медик родом з України.

## Біографія
Закінчив Петербурзьку Медико-Хірургічну Академію (1813), з 1829 її професор.
Праці Савенка присвячені вивченню кавказьких мінеральних вод, офтальмології, хірургічній техніці (зокрема при операціях сечового міхура), питанням лікування опіків та відморожень.
Разом з X. Саломоном видав «Анатомо-патологические таблицы грыж» (1835). «В Помпее найденные инструменты» («Frorips Notizen», 1822, № 4), «Об озноблениях и ожогах», «О бедро-мышечной и бедро-тазовой немочи» («Военно-мед. журнал», 1835), «История литотритии» (ib. 1839).